# 蔵真墨
蔵真墨（くらますみ、1975年-）は日本の写真家。富山県氷見市出身。

## 人物
路上でのスナップ写真を多く撮影している。写真を撮ることにより自分の見方を極めようとしていると評される。
近年はゲイリー・ウィノグランド『Women are Beautiful』(1975年出版)を意識した写真集『Men are Beautiful』を発表するなど表現の幅を広げている。
2011年に刊行した写真集『蔵のお伊勢参り』は「おかしさとあてどなさ」が特徴であると評された。2013年に東京都写真美術館の「この世界とわたしのどこか」展に出品し、「対象と距離」をとった特徴的なスナップ写真が評価された。　
蔵の写真集『Men are Beautiful』はヘテロセクシャルの白人男性であるゲイリー・ウィノグランドが自分が魅力的だと感じた女性を路上スナップした写真集『Women are Beautiful』に対し、女性である蔵が魅力的と感じた男性を撮影した写真集である。このシリーズは、美に関する男性中心的な「固定概念の解放」を試みる作品であると指摘されている。

## 経歴
1975年　富山県氷見市出身
1998年　同志社大学文学部英文学科卒業
2001年　東京ビジュアルアーツ写真学科中退
2010年　さがみはら写真新人奨励賞受賞
2011年　木村伊兵衛賞の最終選考候補者に（受賞者は田附勝）
2017年　横浜・韓国アーティスト交流プログラム2017に参加

## 主な写真集
- 『KURA』蒼穹舎、2010年1月
- 『蔵のお伊勢参り』蒼穹舎、2011年11月
- 『氷見』蒼穹舎、2013年7月
- 『Men are Beautiful』蒼穹舎、2016年12月